# Естонське посвідчення особи

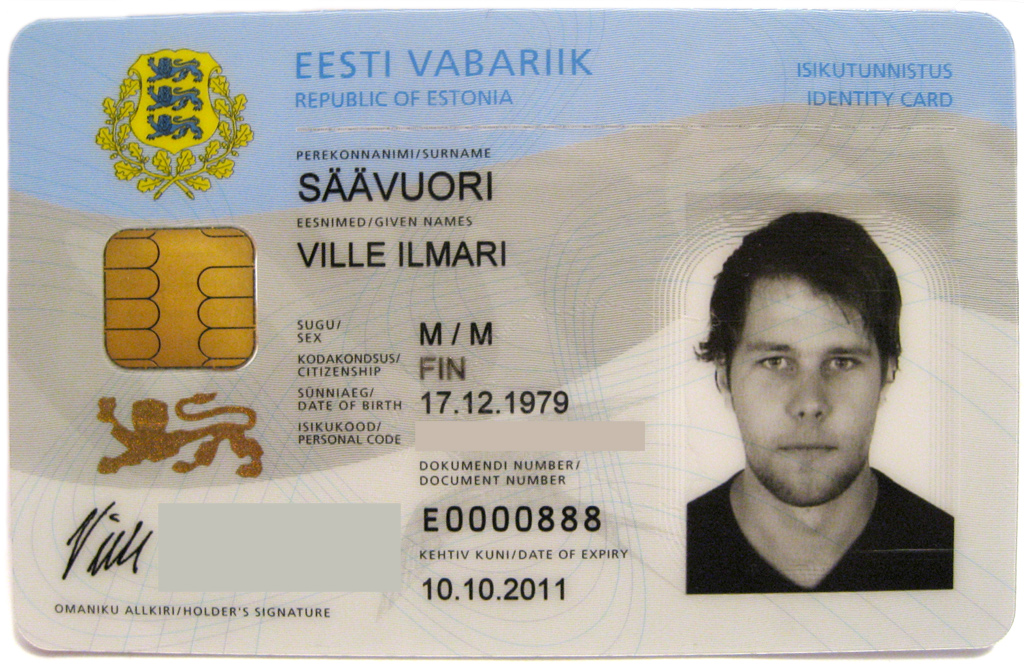

Естонське посвідчення особи (ест. ID-kaart, ID-картка) є обов'язковим документом, що посвідчує особу громадянина Естонії. На додаток до регулярної ідентифікації особи, ID-картка може також використовуватися для встановлення особи в електронному середовищі та для надання цифрового підпису. В межах Європи (крім Білорусі, Росії, Туреччини та України), а також заморських територій Франції та Грузії естонські посвідчення особи можуть використовувати громадяни Естонії як проїзний документ.
Обов’язковим документом, що посвідчує особу громадянина Європейського Союзу, є посвідчення особи, також відоме як посвідчувальний документ. Ідентифікаційну картку Естонії можна використовувати для перетину естонського кордону, однак органи Естонії не можуть гарантувати, що інші країни-члени ЄС приймуть цю картку як проїзний документ. 
Крім регулярної ідентифікації особи, ID-картку можна використовувати для встановлення особи в електронному середовищі та для створення цифрового підпису. За допомогою естонської ID-карти громадянин отримує персональну адресу електронної пошти @eesti.ee, за яким держава надсилає важливі відомості. Щоб використати адресу епошти @eesti.ee громадянин повинен переслати її на свою особисту епошту, використовуючи Державний портал eesti.ee.
Департамент поліції та прикордонної охорони (ДППО) 25 вересня 2018 року представив нову версію посвідчення особи Естонії з додатковими елементами безпеки та безконтактним інтерфейсом, який почне поширюватися не пізніше наступного року. У нових картках також використовується власний шрифт Естонії та елементи її бренду. Однією з нових деталей є включення QR-коду, який полегшить перевірку дійсності ID-карти. У новому дизайні також присутня кольорова світлина її власника, яка в якості захисного елемента подвоюється і складається з ліній, при погляді на картку під кутом з'являється ще одна світлина. Новий чіп має велику ємність, що дозволяє додавати до нього нові застосунки.

## Галузі дії
Естонські посвідчення особи використовуються в охороні здоров’я, електронному банкінгові, підписанні контрактів, громадському транспорті, шифруванні електронної пошти та голосуванні. Естонія пропонує понад 600 електронних послуг для громадян та 2400 для бізнесу.Мікросхема картки зберігає зацифровані дані про авторизованого користувача, найголовніше: повне ім'я користувача, стать, національний ідентифікаційний номер, а також криптографічні ключі та сертифікати відкритих ключів.

## Категорії естонських посвідчень особи
| Вид                                     | Спереду | Ззаду |
| --------------------------------------- | ------- | ----- |
| Громадянин Естонії                      |         |       |
| Громадянин ЄС/ЄЕЗ                       |         |       |
| Власник сімейного дозволу ЄС/ЄЕЗ        |         |       |
| Власник дозволу на тривале проживання   |         |       |
| Власник дозволу на тимчасове проживання |         |       |
| Е-Резидент Естонії                      |         |       |

## Криптографічне використання
Мікросхема картки зберігає пару ключів, що дозволяє користувачам криптографічно підписувати цифрові документи на основі принципів криптографії відкритого ключа за допомогою DigiDoc. З 2016 року програма DigiDoc може створювати файли, які відповідають ЄС-ЄІТС стандартам, званий ASIC-e. Хоча можна зашифрувати документи й за допомогою відкритого ключа власника карти, це використовується лише в рідкісних випадках, бо в разі втрати або знищення картки такі документи стануть незчитуваними.
До 27 травня 2014 року було надано 160 809 440 електронних підписів, що в середньому становить 10 підписів на одного користувача картки на рік.
Відповідно до естонського законодавства, з 15 грудня 2000 року криптографічний підпис юридично еквівалентний ручному підпису. Цей закон замінений Загальноєвропейською Директивою про підписання з 2016 р. 

## Використання для ідентифікації
Сумісність картки зі стандартною інфраструктурою X.509 та TLS, надаючи сертифікат клієнта кожній людині, що зробила її зручним засобом ідентифікації для використання мережевих урядових служб в Естонії (див. Електронне урядування). Усі основні банки, багато фінансових та інших вебсервісів підтримують автентифікацію на основі ID-карти. Додавання підтримки ідентифікації, заснованої на естонській ID-картці, зараз дуже просте, бо більшість використовуваних браузерів, вебсерверів та іншого програмного забезпечення підтримують TLS (SSL) автентифікацію, засновану на клієнтському сертифікаті, і естонська ID-карта використовує саме цю систему.

### Вебдискусійні форуми
Стовпці вебкоментарів деяких естонських газет, зокрема Eesti Päevaleht, використовуються для підтримки автентифікації на основі ID-картки для можливості коментування. Цей підхід викликав певні суперечки в Інтернет-спільноті. 

### Громадський транспорт
Найбільші міста Естонії, такі як Таллінн і Тарту, мають домовленості, що дозволяють жителям придбати "віртуальні" квитки на перевезення, пов'язані з їхніми посвідченнями особи.
Квитки на період можна придбати в Інтернеті за допомогою електронного банківського переказу, за допомогою SMS або в громадських кіосках. Зазвичай цей процес займає менше кількох хвилин, і квиток миттєво активується з моменту придбання або з моменту першого використання квитка. 
Клієнти також мають можливість запросити повідомлення електронною поштою або SMS, яке попереджає про закінчення строку дії квитка, або налаштувати автоматичне продовження через інтернет-банкінг.
Щоб скористатися віртуальним квитком, клієнти повинні мати при собі посвідчення особи державного зразка при користуванні громадським транспортом. Під час звичайної перевірки квитків, користувачів просять надати посвідчення особи, яке потім вставляється в спеціальний пристрій. Цей пристрій потім підтверджує, що у користувача є дійсний квиток, а також попереджає про те, що строк дії квитка закінчується. Перевірка квитка зазвичай займає менше секунди.
Відомості про квитки зберігаються в центральній базі даних, а не на самому посвідченні особи. Таким чином, щоб замовити квиток, не обов'язково мати зчитувач ID-карти. Контролери квитків мають доступ до локального архіву основної бази даних. Якщо квиток був придбаний після поновлення локального архіву, то пристрій з продажу квитків має можливість підтвердити квиток з головної бази даних за мобільним посиланням передачі даних.

### Електронне голосування
Естонська ідентифікаційна картка також використовується для автентифікації в естонській програмі голосування, що називається i-Voting.
У лютому 2007 року Естонія була першою країною у світі, яка запровадила електронне голосування на парламентських виборах. Понад 30 000 виборців взяли участь у виборах в країні.  На парламентських виборах 2011 року в електронному вигляді було віддано 140 846 голосів, що становить 24% від загальної кількості голосів. 
Програмне забезпечення, що використовується в цьому процесі, доступне для Microsoft Windows, macOS та Linux.

## Використання як проїзного документа
З моменту вступу Естонії до Європейського Союзу (ЄС) у 2004 році громадяни Естонії, які мають естонське посвідчення особи, можуть використовувати його як міжнародний проїзний документ, замість паспорта, для поїздок в межах Європейського економічного простору (крім Білорусі, Росії та Україна), а також французькі заморські департаменти та території, Андорра, Сан-Марино, Монако, Ватикан, Північний Кіпр та Грузія.
Однак проживні в Естонії особи, які не є громадянами Естонії, не можуть використовувати свої естонські посвідчення особи в якості міжнародного проїзного документа.

## Проблеми безпеки

### 2017 рік

#### Слабка ключова вразливість
У серпні 2017 року було виявлено загрозу безпеці, яка торкнулася 750 000 посвідчень особи та е-резидентів, виданих між 16 жовтня 2014 року та 26 жовтня 2017 року 
Відповідні естонські організації, відповідальні за посвідчення особи, з тих пір випустили патч у формі оновлення сертифіката та оприлюднили докладне покрокове керівництво на https://www.id.ee, щоб перевірити, чи потрібне оновлення, та як це зробити. Оновлення також можна здійснити у службових офісах Поліцейсько-прикордонної служби Естонії. Оновлення через Інтернет можна здійснити до 31 березня 2018 р. (Включно), після чого сертифікати постраждалих карток будуть анульовані. Після цього потрібно подати заявку на нове посвідчення е-резидента або посвідчення особи, щоб використовувати його в електронному вигляді. 
2 листопада 2017 р. Уряд Естонії оголосив, що оновлення вразливих ID-карток через Інтернет буде призупинено для всіх користувачів на період з 3 по 5 листопада 2017 р. На користь чиновників країни та 35 000 лікарів, які найбільш активно використовують свої картки. 
З тих пір це тимчасове призупинення оновлень для всіх користувачів було скасовано, тому власники посвідчень та карток е-резидентів тепер можуть оновлювати свої сертифікати.
У жовтні 2017 року повідомлялося, що розроблена Infineon кодова бібліотека, яка широко використовувалася в продуктах безпеки, таких як смарткарти та TPM, мала недолік (згодом названий вразливістю ROCA), що дозволяв виводити приватні ключі з відкритих ключів. В результаті всі системи, залежно від конфіденційності таких ключів, були вразливі до викрадення особистих даних або підроблення.  Постраждалі системи включають 750 000 естонських національних посвідчень особи та естонські картки електронного проживання.
2 листопада 2017 року прем'єр-міністр Естонії Юрій Ратас заявив, що у зв'язку з "неминучою небезпекою" нападу, владні структури повинні тимчасово вимкнути сертифікати постраждалих посвідчень особи о 00:00 4 листопада 2017 року. За словами держслужбовців, наявна інфраструктура не в змозі оновити сертифікати цієї великої кількості уражених карток до закінчення встановленого строку. Пріоритетні оновлення повинні бути надані в проміжку 3-5 листопада держслужбовцям і 35 тис. Медичних працівників.. 

## Зовнішні посилання
- New Estonian ID Card 2019 [Архівовано 1 березня 2021 у Wayback Machine.]
- Information about Estonian ID Card by Estonian Police and Border Guard Board [Архівовано 9 березня 2021 у Wayback Machine.]
- Information about Estonian ID Card by Prado Consilium [Архівовано 5 березня 2021 у Wayback Machine.]
- Sample ID Card of an Estonian citizen, issued by Estonian Police and Border Guard Board starting from 01.01.2011 [Архівовано 9 березня 2021 у Wayback Machine.]
- A map of Estonian representations abroad [Архівовано 25 лютого 2021 у Wayback Machine.]
- Certificate of Return for Estonian citizen [Архівовано 20 лютого 2017 у Wayback Machine.]
- Identity Documents Act [Архівовано 22 лютого 2017 у Wayback Machine.]
- Visa-Free Country List by Estonian Foreign Ministry [Архівовано 7 березня 2018 у Wayback Machine.]
- Passport Index Visa-Free Score Estonian Passport [Архівовано 21 лютого 2017 у Wayback Machine.]
- Henley & Partners Visa Restrictions Index Map [Архівовано 18 серпня 2020 у Wayback Machine.]
- Issuing authority's official website in English [Архівовано 20 березня 2021 у Wayback Machine.]
- ID Ticket website [Архівовано 13 грудня 2020 у Wayback Machine.]
- ID card official information page [Архівовано 9 травня 2021 у Wayback Machine.]
- ID card information on the e-estonia website [Архівовано 26 березня 2021 у Wayback Machine.]